# 2024–2025-ös francia labdarúgó-bajnokság (első osztály)
A 2024–2025-ös Ligue 1 a francia labdarúgó-bajnokság 87. kiírása. A címvédő és a bajnok a Paris Saint-Germain csapata. A szezon 2024. augusztus 16-án kezdődött és 2025. május 22-én fejeződött be.
2025. április 5-én a 28. fordulóban a Paris Saint-Germain 1–0-ra nyert az Angers ellen és biztossá tették a bajnoki címüket, ami sorozatban negyedik alkalom.

## Csapatok
Tizennyolc csapat vesz részt a 2024–25-ös bajnoki szezonban.

### Csapatváltozások
A másodosztály első két helyezettje (az Auxerre és az Angers) automatikusan feljutottak. Az előző idény harmadik helyezettje (a Saint-Étienne) rájátszásban jutott fel a Metz ellen.
| Feljutott az első osztályba  | Kiesett a másodosztályba   |
| ---------------------------- | -------------------------- |
| Auxerre Angers Saint-Étienne | Metz Lorient Clermont Foot |

### Résztvevők és stadionjaik
| Klub          | Város             | Stadion                   | Befogadóképesség | 2023–2024-es szezon |
| ------------- | ----------------- | ------------------------- | ---------------- | ------------------- |
| Angers        | Angers            | Stade Raymond Kopa        | 18 752           | Ligue 2, 2.         |
| Auxerre       | Auxerre           | Stade de l'Abbé-Deschamps | 21 379           | Ligue 2, 1.         |
| Brest         | Brest             | Stade Francis-Le Blé      | 15 931           | 3.                  |
| Le Havre      | Le Havre          | Stade Océane              | 25 178           | 15.                 |
| Lens          | Lens              | Stade Bollaert-Delelis    | 37 705           | 7.                  |
| Lille         | Villeneuve-d’Ascq | Stade Pierre-Mauroy       | 50 186           | 4.                  |
| Lyon          | Décines-Charpieu  | Groupama Stadion          | 59 186           | 6.                  |
| Marseille     | Marseille         | Orange Vélodrome          | 67 394           | 8.                  |
| Monaco        | Monaco            | II. Lajos Stadion         | 18 523           | 2.                  |
| Montpellier   | Montpellier       | Stade de la Mosson        | 32 900           | 12.                 |
| Nantes        | Nantes            | Stade de la Beaujoire     | 35 322           | 14.                 |
| Nice          | Nizza             | Allianz Riviera           | 35 624           | 5.                  |
| PSG           | Párizs            | Parc des Princes          | 47 926           | 1.                  |
| Reims         | Reims             | Stade Auguste Delaune     | 21 684           | 9.                  |
| Rennes        | Rennes            | Roazhon Park              | 29 778           | 10.                 |
| Strasbourg    | Strasbourg        | Stade de la Meinau        | 29 230           | 13.                 |
| Saint-Étienne | Saint-Étienne     | Stade Geoffroy-Guichard   | 41 965           | Ligue 2, 3.         |
| Toulouse      | Toulouse          | Stadium Municipal         | 33 150           | 11.                 |

### Vezetőedző-váltások
| Csapat        | Távozott vezetőedző       | A távozás módja       | A távozás ideje    | Helyezés a tabellán | Érkezett vezetőedző                      | A kinevezés ideje  |
| ------------- | ------------------------- | --------------------- | ------------------ | ------------------- | ---------------------------------------- | ------------------ |
| Reims         | Samba Diawara (megbízott) | Lejárt a megbízatása  | 2014. május 19.    | A szezon előtt      | Luka Elsner                              | 2024. június 25.   |
| Marseille     | Jean-Louis Gasset         | Menesztették          | 2024. május 20.    | A szezon előtt      | Roberto De Zerbi                         | 2024. július 1.    |
| Nice          | Francesco Farioli         | Az Ajaxhoz szerződött | 2024. május 30.    | A szezon előtt      | Franck Haise                             | 2024. július 1.    |
| Lille         | Paulo Fonseca             | Közös megegyezés      | 2024. június 5.    | A szezon előtt      | Bruno Génésio                            | 2024. július 1.    |
| Lens          | Franck Haise              | A Nicehoz szerződött  | 2024. június 6.    | A szezon előtt      | Will Still                               | 2024. június 10.   |
| Le Havre      | Luka Elsner               | A Reimshez szerződött | 2024. június 25.   | A szezon előtt      | Didier Digard                            | 2024. július 1.    |
| Strasbourg    | Patrick Vieira            | Közös megegyezés      | 2024. július 18.   | A szezon előtt      | Liam Rosenior                            | 2024. július 23.   |
| Montpellier   | Michel Der Zakarian       | Menesztették          | 2024. október 20.  | 18.                 | Jean-Louis Gasset                        | 2024. október 22.  |
| Rennes        | Julien Stéphan            | Menesztették          | 2024. november 7.  | 13.                 | Jorge Sampaoli                           | 2024. november 11. |
| Saint-Étienne | Olivier Dall'Oglio        | Menesztették          | 2024. december 14. | 16.                 | Eirik Horneland                          | 2024. december 20. |
| Lyon          | Pierre Sage               | Menesztették          | 2025. január 27.   | 6.                  | Paulo Fonseca                            | 2025. január 31.   |
| Rennes        | Jorge Sampaoli            | Menesztették          | 2025. január 30.   | 16.                 | Habib Beye                               | 2025. január 30.   |
| Reims         | Luka Elsner               | Menesztették          | 2025. február 3.   | 13.                 | Samba Diawara                            | 2025. február 3.   |
| Lyon          | Paulo Fonseca             | Felfüggesztve         | 2025. március 5.   | 6.                  | Paulo Fonseca / Jorge Maciel (megbízott) | 2025. március 6.   |
| Montpellier   | Jean-Louis Gasset         | Menesztették          | 2025. április 7.   | 18.                 | Zoumana Camara                           | 2025. április 8.   |

## Tabella
| Hely. | Csapat                  | M  | Gy | D  | V  | G+ | G– | Gk  | P  | Továbbjutás vagy kiesés           |
| ----- | ----------------------- | -- | -- | -- | -- | -- | -- | --- | -- | --------------------------------- |
| 1.    | Paris Saint-Germain (B) | 34 | 26 | 6  | 2  | 92 | 35 | +57 | 84 | Bajnokok Ligája–alapszakasz       |
| 2.    | Marseille               | 34 | 20 | 5  | 9  | 74 | 47 | +27 | 65 | Bajnokok Ligája–alapszakasz       |
| 3.    | Monaco                  | 34 | 18 | 7  | 9  | 63 | 41 | +22 | 61 | Bajnokok Ligája–alapszakasz       |
| 4.    | Nice                    | 34 | 17 | 9  | 8  | 66 | 41 | +25 | 60 | Bajnokok Ligája 3. selejtezőkör   |
| 5.    | Lille                   | 34 | 17 | 9  | 8  | 52 | 36 | +16 | 60 | Európa-liga–alapszakasz           |
| 6.    | Lyon                    | 34 | 17 | 6  | 11 | 65 | 46 | +19 | 57 | Európa-liga–alapszakasz           |
| 7.    | Strasbourg              | 34 | 16 | 9  | 9  | 56 | 44 | +12 | 57 | Európa Konferencia Liga rájátszás |
| 8.    | Lens                    | 34 | 15 | 7  | 12 | 42 | 39 | +3  | 52 |                                   |
| 9.    | Brest                   | 34 | 15 | 5  | 14 | 52 | 59 | −7  | 50 |                                   |
| 10.   | Toulouse                | 34 | 11 | 9  | 14 | 44 | 43 | +1  | 42 |                                   |
| 11.   | Auxerre                 | 34 | 11 | 9  | 14 | 48 | 51 | −3  | 42 |                                   |
| 12.   | Rennes                  | 34 | 13 | 2  | 19 | 51 | 50 | +1  | 41 |                                   |
| 13.   | Nantes                  | 34 | 8  | 12 | 14 | 39 | 52 | −13 | 36 |                                   |
| 14.   | Angers                  | 34 | 10 | 6  | 18 | 32 | 53 | −21 | 36 |                                   |
| 15.   | Le Havre                | 34 | 10 | 4  | 20 | 40 | 71 | −31 | 34 |                                   |
| 16.   | Reims (K)               | 34 | 8  | 9  | 17 | 33 | 47 | −14 | 33 | Osztályozó                        |
| 17.   | Saint-Étienne (K)       | 34 | 8  | 6  | 20 | 39 | 77 | −38 | 30 | Kiesik a Ligue 2-be               |
| 18.   | Montpellier (K)         | 34 | 4  | 4  | 26 | 23 | 79 | −56 | 16 | Kiesik a Ligue 2-be               |

1. 1 2  A 2024–2025-ös Coupe de France-győztes Paris Saint-Germain bajnoki pozíción keresztül kvalifikálta magát a Bajnokok Ligájába. A francia kupa győztesének fenntartott helyet (Európa Liga) a hatodik csapat kapta, és az UEFA Konferencia Liga rájátszásába a hetedik helyezett csapat jutott tovább.

## Rájátszás
Az időpontok a közép-európai nyári idő szerint vannak feltüntetve.
| 2025. május 21. 20:00 |

| Metz     | 1–1               | Reims     |
| -------- | ----------------- | --------- |
| Udol 38' | (1–0) Jegyzőkönyv | Kipré 52' |

| Stade Saint-Symphorien, Longeville-lès-Metz Nézőszám: 27 767 Játékvezető: Hakim Ben El Hadj |

| 2025. május 29. 20:30 |

| Reims   | 1–3 (h. u.)                 | Metz                          |
| ------- | --------------------------- | ----------------------------- |
| Tia 57' | (0–0, 1–1, 1–3) Jegyzőkönyv | Udol 78' Touré 110' Hein 114' |

| Stade Auguste Delaune, Reims Játékvezető: Eric Wattellier |

A végeredmény összesítésben 4–2 lett, a Metz feljutott az élvonalba, míg a Reims kiesett a másodosztályba

## Statisztika
Utoljára frissítve: 2025. május 17.
| Helyezés | Játékos             | Klub                | Gólok |
| -------- | ------------------- | ------------------- | ----- |
| 1        | Ousmane Dembélé     | Paris Saint-Germain | 21    |
| 1        | Mason Greenwood     | Marseille           | 21    |
| 3        | Arnaud Kalimuendo   | Rennes              | 17    |
| 4        | Jonathan David      | Lille               | 16    |
| 5        | Alexandre Lacazette | Lyon                | 15    |
| 6        | Bradley Barcola     | Paris Saint-Germain | 14    |
| 6        | Emanuel Emegha      | Strasbourg          | 14    |
| 8        | Mika Biereth        | Monaco              | 13    |
| 8        | Ludovic Ajorque     | Brest               | 13    |
| 8        | Amine Gouiri        | Marseille           | 13    |

| Helyezés | Játékos             | Klub                | Gólpasszok |
| -------- | ------------------- | ------------------- | ---------- |
| 1        | Rayan Cherki        | Lyon                | 11         |
| 2        | Gaëtan Perrin       | Auxerre             | 10         |
| 2        | Bradley Barcola     | Paris Saint-Germain | 10         |
| 2        | Moses Simon         | Nantes              | 10         |
| 5        | Maghnes Akliouche   | Monaco              | 9          |
| 5        | Dilane Bakwa        | Strasbourg          | 9          |
| 7        | Jonathan Clauss     | Nice                | 8          |
| 7        | Lassine Sinayoko    | Auxerre             | 8          |
| 7        | Zuriko Davitashvili | Saint-Étienne       | 8          |
| 10       | Evann Guessand      | Nice                | 7          |
| 10       | João Neves          | Paris Saint-Germain | 7          |
| 10       | Ludovic Blas        | Rennes              | 7          |
| 10       | Diego Moreira       | Strasbourg          | 7          |
| 10       | Lamine Camara       | Monaco              | 7          |

### Mesterhármasok
| Játékos             | Klub                | Ellenfél      | Végeredmény | Dátum                |
| ------------------- | ------------------- | ------------- | ----------- | -------------------- |
| Jonathan David      | Lille               | Le Havre      | 3–0 (V)     | 2024. szeptember 28. |
| Zuriko Davitashvili | Saint-Étienne       | Auxerre       | 3–1 (H)     | 2024. október 5.     |
| Arnaud Kalimuendo   | Rennes              | Saint-Étienne | 5–0 (H)     | 2024. november 30.   |
| Alexandre Lacazette | Lyon                | Nice          | 4–1 (H)     | 2024. december 1.    |
| Ousmane Dembélé     | Paris Saint-Germain | Brest         | 5–2 (V)     | 2025. február 1.     |
| Mika Biereth        | Monaco              | Auxerre       | 4–2 (H)     | 2025. február 1.     |
| Mika Biereth        | Monaco              | Nantes        | 7–1 (H)     | 2025. február 15.    |
| Mika Biereth        | Monaco              | Reims         | 3–0 (H)     | 2025. február 28.    |
| Amine Gouiri        | Marseille           | Brest         | 4–1 (H)     | 2025. április 27.    |
| Gonçalo Ramos       | Paris Saint-Germain | Montpellier   | 4–1 (V)     | 2025. május 10.      |

### A hónap legjobb játékosai
| Hónap      | Hónap Játékosa      | Hónap Játékosa      | Források |
| Hónap      | Játékos             | Csapat              | Források |
| ---------- | ------------------- | ------------------- | -------- |
| Szeptember | Bradley Barcola     | Paris Saint-Germain | [ 36 ]   |
| Október    | Zuriko Davitashvili | Saint-Étienne       | [ 37 ]   |
| November   | Jonathan David      | Lille               | [ 38 ]   |
| December   | Mason Greenwood     | Marseille           | [ 39 ]   |
| Január     | Ousmane Dembélé     | Paris Saint-Germain | [ 40 ]   |
| Február    | Amine Gouiri        | Marseille           | [ 41 ]   |
| Március    | Désiré Doué         | Paris Saint-Germain | [ 42 ]   |
| Április    | Mason Greenwood     | Marseille           | [ 43 ]   |

### Egyéni díjazottak
| Díj                 | Győztes         | Klub                |
| ------------------- | --------------- | ------------------- |
| A szezon játékosa   | Ousmane Dembélé | Paris Saint-Germain |
| A szezon újonca     | Désiré Doué     | Paris Saint-Germain |
| A szezon kapusa     | Lucas Chevalier | Lille               |
| A szezon gólja      | Amine Gouiri    | Marseille           |
| A szezon menedzsere | Luis Enrique    | Paris Saint-Germain |

| A szezon csapata | A szezon csapata                    | A szezon csapata                      | A szezon csapata                      | A szezon csapata                      |                         |
| ---------------- | ----------------------------------- | ------------------------------------- | ------------------------------------- | ------------------------------------- | ----------------------- |
| Kapus            | Lucas Chevalier (Lille)             | Lucas Chevalier (Lille)               | Lucas Chevalier (Lille)               | Lucas Chevalier (Lille)               | Lucas Chevalier (Lille) |
| Hátvédek         | Achraf Hakimi (Paris Saint-Germain) | Marquinhos (Paris Saint-Germain)      | Willian Pacho (Paris Saint-Germain)   | Nuno Mendes (Paris Saint-Germain)     |                         |
| Középpályások    | João Neves (Paris Saint-Germain)    | Rayan Cherki (Lyon)                   | Rayan Cherki (Lyon)                   | Vitinha (Paris Saint-Germain)         |                         |
| Csatárok         | Désiré Doué (Paris Saint-Germain)   | Ousmane Dembélé (Paris Saint-Germain) | Ousmane Dembélé (Paris Saint-Germain) | Bradley Barcola (Paris Saint-Germain) |                         |

## Csapatok régiónkénti bontásban
| Csapatok száma | Régió vagy ország          | Csapat(ok)               |
| -------------- | -------------------------- | ------------------------ |
| 2              | Bretagne                   | Brest és Stade Rennais   |
| 2              | Grand Est                  | Reims és Strasbourg      |
| 2              | Hauts-de-France            | Lens és Lille            |
| 2              | Auvergne-Rhône-Alpes       | AS Saint-Étienne és Lyon |
| 2              | Okcitánia                  | Montpellier és Toulouse  |
| 2              | Provence-Alpes-Côte d’Azur | Marseille és Nice        |
| 2              | Loire mente                | Angers és Nantes         |
| 1              | Burgundia                  | Auxerre                  |
| 1              | Monaco                     | Monaco                   |
| 1              | Normandia                  | Le Havre                 |
| 1              | Île-de-France              | Paris Saint-Germain      |